# François Othal
Pas d'image ? Cliquez ici

a Compétitions nationales et continentales officielles uniquement.

François Othal, né le 24 mars 1921 à Tardets-Sorholus (Pyrénées-Atlantiques) et mort le 24 novembre 2000 à Biarritz (Pyrénées-Atlantiques), est un joueur de rugby à XV et de rugby à XIII, évoluant au poste de talonneur dans les années 1940 et 1950.

## Biographie
Il rejoint le rugby à XIII en 1946 en signant pour le R.C. Marseille. Il quitte le R.C. Marseille en 1952 pour prendre sa retraite sportive du XIII et s'engage dans un club amateur près de Biarritz.

## Palmarès

### Rugby à XIII
- Collectif :
  - Vainqueur du championnat de France : 1949 (Marseille).
  - Vainqueur de la Coupe de France : 1948 et 1949 (Marseille).
  - Finaliste du championnat de France : 1950 et 1952 (Marseille).

#### Détails en club
| Saison    | Saison       | Championnat           | Championnat | Coupe           | Coupe      |
| Saison    | Saison       | Comp.                 | Class.      | Comp.           | Class.     |
| --------- | ------------ | --------------------- | ----------- | --------------- | ---------- |
| 1946-1947 | RC Marseille | Championnat de France | 8e          | Coupe de France | 1/4 finale |
| 1947-1948 | RC Marseille | Championnat de France | 1/2 finale  | Coupe de France | Vainqueur  |
| 1948-1949 | RC Marseille | Championnat de France | Vainqueur   | Coupe de France | Vainqueur  |
| 1949-1950 | RC Marseille | Championnat de France | Finaliste   | Coupe de France | 1/2 finale |
| 1950-1951 | RC Marseille | Championnat de France | 1/2 finale  | Coupe de France | 1/4 finale |
| 1951-1952 | RC Marseille | Championnat de France | Finaliste   | Coupe de France | 1/8 finale |